# Гилфорд (окръг, Северна Каролина)
Окръг Гилфорд (на английски: Guilford County) е окръг в щата Северна Каролина, Съединени американски щати. Площта му е 1704 km², а населението – 521 330 души (към 2016 г.). Административен център е град Грийнсбъро.